# Kirby Award
Премія Джека Кірбі (англ. Jack Kirby Award) — американська літературна премія, яку присуджували у 1985-1987 роках авторам за особливі досягнення в області створення коміксів. Церемонія нагородження відбувалася у місті Сан-Дієго під час фестивалю Комік-кон. Премію присуджували за підсумками голосування певної групи професіоналів зі створення коміксів. Премію спонсорував журнал Amazing Heroes видавництва компанії Fantagraphics і керував нею головний редактор журналу — Дейв Ольбрих.
Премія Кірбі була єдиною нагородою подібного роду з того моменту, як перша подібна нагорода Shazam Awards припинила існування в 1975 році. Премія була створена і названа на честь художника і письменника-новатора — Джека Кірбі. Премія припинила своє існування в 1987 році.

## Історія
Премія Кірбі з'явилася як відповідь на створення в 1983 році премії Comics Buyer's Guide Fan Awards, яку, аналогічно, присуджували авторам за особливі досягнення в створенні коміксів, однак, переможець (лауреат) обирався за підсумками фанатського голосування. Ольбрих, разом з іншими редакторами компанії Fantagraphics були незгодні з таким методом вибору переможця і у них виникло бажання створити премію, яку присуджували б за підсумками голосування справжніх професіоналів у сфері коміксів, тобто творців, великих роздрібних торговців і дистриб'юторів. Номінування кандидатів на премію були визначені редакторами Amazing Heroes і співробітниками складу з остаточними бюлетенями, надрукованими в випусках журналу Amazing Heroes. Самі нагороди присуджували під час щорічного Комік-Кона в Сан-Дієго, на якому був присутній і сам Джек Кірбі, який особисто привітав переможців. Всього в 1985 році, першому році існування премії — було подано 238 бюлетенів, близько 100 з них — творцями коміксів.
У 1987 році, через два роки існування премії, виникла суперечка межу Олбрихом і компанією Fantagraphics, а також журналом Amazing Heroes. Ідейний натхненник премії Джек Кірбі — відразу ж усунувся від участі в суперечці. Кожен з учасників суперечки претендував на особисте право власності на премію і всі пов'язані з нею речі. У підсумку, в кінці року був досягнутий компроміс, і починаючи з 1988 року присудження премії Кірбі було повністю припинено. А на її основі було утворено дві нові премії: Премія Ейснера, керована Олбрихом й названа на честь Вілла Ейснера, а також премія Харві, керована компанією Fantagraphics й названа на честь Гарві Курцмана.

## Номінації та лауреати
Нижче наведено повний список усіх номінацій і лауреатів премії:
- Найкращий одиночний випуск (англ. Best Single Issue) — 3 лауреати
  - Алан Мур, Стів Біссетт та Джон Тотлебен — «Swamp Thing» — 1985 р.
  - Френк Міллер та Девід Маццучлі — «Daredevil #227» — 1986 р.
  - Френк Міллер, Клаус Янсон та Лінн Варлі — «Batman: The Dark Knight Returns #1» — 1987 р.

- Найкраща довготривала серія (англ. Best Continuing Series) — 3 лауреати
  - Алан Мур, Стів Біссетт, та Джон Тотлебен — «Swamp Thing» — 1985 р.
  - Алан Мур, Стів Біссетт, та Джон Тотлебен — «Swamp Thing» — 1986 р.
  - Алан Мур, Стів Біссетт, та Джон Тотлебен — «Swamp Thing» — 1987 р.

- Найкраща чорно-біла серія (англ. Best Black & White Series) — 3 лауреати
  - Дейв Сім — «Cerebus» — 1985 р.
  - Гілберт Ернандес та Джейме Ернандес — «Love & Rockets» — 1986 р.
  - Дейв Сім — «Cerebus» — 1987 р.

- Найкраща завершальна серія (англ. Best Finite Series) — 3 лауреати
  - Джордж Перес та Марв Вульфман — «Crisis on Infinite Earths» — 1985 р.
  - Джордж Перес та Марв Вульфман — «Crisis On Infinite Earths» — 1986 р.
  - Алан Мур та Дейв Гіббонс — «Watchmen» — 1987 р.

- Найкраща нова серія (англ. Best New Series) — 3 лауреати
  - Скотт Макклауд — «Zot!» — 1985 р.
  - Алан Мур — «Miracleman» — 1986 р.
  - Алан Мур та Дейв Гіббонс — «Watchmen» — 1987 р.

- Найкращий графічний альбом (англ. Best Graphic Album) — 3 лауреати
  - Джеррі Бінгхем — «Beowulf» — 1985 р.
  - Дейв Стівенс — «Crisis On Infinite Earths» — 1986 р.
  - Френк Міллер та Клаус Янсон — «Batman: The Dark Knight Returns» — 1987 р.

- Найкращий письменник (англ. Best Writer) — 3 лауреати
  - Алан Мур — «Swamp Thing» — 1985 р.
  - Алан Мур — «The Rocketeer» — 1986 р.
  - Алан Мур — «Watchmen» — 1987 р.

- Найкращий письменник/художник (англ. Best Writer/Artist) — 2 лауреати
  - Френк Міллер та Девід Маццучлі — «Daredevil» — 1986 р.
  - Алан Мур та Дейв Гіббонс — «Watchmen» — 1987 р.

- Найкращий художник (англ. Best Artist) — 3 лауреати
  - Дейв Стівенс — «The Rocketeer» — 1985 р.
  - Стів Руд — «Nexus» — 1986 р.
  - Білл Сінкевич — «Elektra: Assassin» — 1987 р.

- Найкращий художній колектив (англ. Best Art Team) — 3 лауреати
  - Стів Біссетт та Джон Тотлебен — «Swamp Thing» — 1985 р.
  - Джордж Перес та Джеррі Ордвей — «Crisis On Infinite Earths» — 1986 р.
  - Френк Міллер, Клаус Янсон та Лінн Варлі — «Batman: The Dark Knight Returns» — 1987 р.

- Найкраща обкладинка (англ. Best Cover) — 1 лауреат
  - Стів Біссетт та Джон Тотлебен — «Swamp Thing #34» — 1985 р.

- Найкраща комікс-публікація (англ. Best Comics Publication) — 1 лауреат
  - Maggie Thompson — Comics Buyer's Guide — 1985 р.

- Зал слави (англ. Hall of Fame) — 3 члени
  - Карл Баркс — 1987 р.
  - Уілл Ейснер — 1987 р.
  - Джек Кірбі — 1987 р.